# Xanthia austauti
Xanthia austauti là một loài bướm đêm trong họ Noctuidae.